# Kickin' It - A colpi di karate
Kickin' It - A colpi di karate (Kickin' it) è una sitcom televisiva creata e prodotta da Jim O'Doherty, trasmessa negli Stati Uniti d'America dal 13 giugno 2011 sul canale televisivo Disney XD. In Italia il primo episodio è andato in onda il 19 ottobre 2011, sull'omonimo canale satellitare italiano.

## Trama
La serie ha come protagonisti Jack, Eddie, Milton, Jerry e Kim, allievi di Rudy alla Bobby Wasabi Martial Arts Academy, un dojo situato all'interno di un centro commerciale. I cinque con il loro maestro affrontano in diverse occasioni i Black Dragon, la scuola di arti marziali più prestigiosa della città imparando il significato di amicizia, lealtà e onore.

## Episodi
| Stagione         | Episodi | Prima TV USA | Prima TV Italia |
| ---------------- | ------- | ------------ | --------------- |
| Prima stagione   | 21      | 2011-2012    | 2011-2012       |
| Seconda stagione | 23      | 2012         | 2012-2013       |
| Terza stagione   | 22      | 2013-2014    | 2013-2015       |
| Quarta stagione  | 18      | 2014-2015    | 2015            |

## Personaggi

### Personaggi principali
- Jack Brewer (stagioni 1-4), interpretato da Leo Howard, doppiato in italiano da Alex Polidori.
Uno skater appena arrivato in città che si unisce al dojo Bobby Wasabi per poterlo salvare. Suo nonno era il sensei di Bobby Wasabi, ed anche il suo. È il karateka più bravo del dojo, per il suo charme ha molte ammiratrici e si comporta, in qualsiasi occasione gli capiti sotto tiro, da eroe.
- Milton D. Krupnick (stagioni 1-4), interpretato da Dylan Riley Snyder, doppiato in italiano da Andrea Oldani.
Ragazzo considerato da tutti un "secchione", sia perché è molto timido, sia perché è uno dei migliori della scuola, che decide di imparare l'arte del karate per riuscire a trovare dei veri amici, e riuscire a difendersi.
- Jerry Martinez (stagioni 1-4), interpretato da Mateo Arias, doppiato in italiano da Alessandro Campaiola.
Un ragazzo svampito con la testa sempre tra le nuvole, sa come comportarsi con le ragazze per conquistarle e, grazie in buona parte per i suoi modi di essere, suscita sempre ilarità e simpatia. È bravo a rappare e a fare battute ed è molto abile con i nunchaku.
- Kim Crawford (stagioni 1-3, ricorrente st.4), interpretata da Olivia Holt, doppiata in italiano da Tiziana Martello.
È una ex-allieva della Black Dragon che decide di andare alla Bobby Wasabi dopo essersi accorta delle ingiustizie e delle scorrettezze che avvenivano nel suo vecchio dojo, è molto atletica e sportiva, è una cheerleader ma, a causa della sua bellezza fisica, molte volte le persone la prendono per un bel faccino che non sa concludere nulla. Ha un cuore tenero ed aiuterebbe tutti in questioni sentimentali ed amorose.
- Eddie Jones (stagioni 1-2), interpretato da Alex Christian Jones, doppiato in italiano da Simone Lupinacci.
È un ragazzo molto dolce ed affabile con le persone, molto spiritoso ed originale. Non è un vero portento per il karate, ma frequenta i corsi per poter stare con i suoi migliori amici. È dotato di grande inventiva e di un grande talento artistico che non ha ancora scoperto. Adora reppare. È cintura arancione. Non sarà più presente nel cast a partire dalla terza stagione, perché ha smesso con la carriera d'attore.[3]
- "Sensei" Rudy Gillespie (stagioni 1-4), interpretato da Jason Earles, doppiato in italiano da Gabriele Patriarca.
Lo strambo maestro della Bobby Wasabi, dotato di un grande talento, tratta i suoi allievi come degli amici. Avrebbe voluto da sempre fare l'attore, ma ad ogni provino che si presenta fa sempre miseramente fiasco. Nonostante il suo carattere spigliato ed allegro, ricorda sempre ai ragazzi il codice Wasabi, leggi secondo cui vive, ed in più occasioni mostra la sua saggezza. È cintura nera 3º Dan.

### Personaggi secondari
- Bobby Wasabi, interpretato da Joel McCrary, doppiato in italiano da Riccardo Lombardo: famoso attore e karateka, fondatore del dojo. Nonostante non sia molto conosciuto e la sua carriera sia ormai terminata, è il più grande eroe dei ragazzi del dojo.
- Phil, interpretato da Dan Ahdoot, doppiato in italiano da Gigi Rosa: proprietario di Falafel Phil's sempre all'interno del centro commerciale, è di origine indiana e nonostante le norme igieniche nel suo negozio non siano proprio il massimo, fa sempre degli ottimi affari.
- Joan Malone, interpretata da Brooke Dillman, doppiata in italiano da Esther Ruggiero: vigilante della sicurezza del centro commerciale, è una donna molto forte e sicura di sé e sa essere molto sensibile e saggia in amore.
- Frank, interpretato da Wayne Dalglish: allievo della Black Dragon, è molto stupido, nonostante la sua età e la sua statura. Farebbe qualunque cosa gli si chiedesse. È innamorato di Kim, infatti ammette che la vorrebbe sposare.
- Ty, interpretato da Ian Reed Kelser: sensei della Black Dragon, rivale di Rudy.
- Marge, interpretata da Loni Love, doppiata in italiano da Beatrice Caggiula: la cuoca della mensa alla Seaford High. Frequentava il dojo della Bobby Wasabi, poi ha ceduto il posto a Jack.
- Lonnie, interpretato da Peter Oldring, doppiato in italiano da Stefano Brusa: il proprietario del negozio di rettili del centro commerciale.
- Bethany Applebaum, interpretata da Rachel Cannon: insegnante di matematica dei ragazzi e la fidanzata di Rudy

## Codice Wasabi
Il codice Wasabi è il credo su cui si fonda il dojo costruito da Bobby Wasabi, seguito molto da Rudy e da tutti gli allievi del dojo e recita: "Sull'occhio del drago un giorno giurai, di essere forte, onesto, e mai dire mai. Wasabi!". Il detto si fonda sulle gesta di alcuni guerrieri che sconfissero il capo dei primi black dragon e giurarono sul suo talismano, l'occhio del drago, di onorare la via Wasabi